# Porkanvaara
Porkanvaara är en kulle i Finland. Den ligger i den Suomussalmi och landskapet Kajanaland, i den centrala delen av landet, 600 km norr om huvudstaden Helsingfors. Toppen på Porkanvaara är 240 meter över havet.
Terrängen runt Porkanvaara är platt, och sluttar västerut.  Trakten runt Porkanvaara är nära nog obefolkad, med mindre än två invånare per kvadratkilometer.